# Mari Motohashi
Mari Motohashi (jap. 本橋麻里 Motohashi Mari; ur. 10 czerwca 1986 w Tokoro) – japońska curlerka, dwukrotna reprezentantka kraju na zimowych igrzyskach olimpijskich. Reprezentuje Aomori Curling Club.
Motohashi gra w curling od 1997. Na arenie międzynarodowej zadebiutowała jako skip na Mistrzostwach Świata Juniorów 2002, zajmując tam 10. miejsce. W 2003 i 2004 była rezerwową u Shinobu Aoty i Yumie Hayashi. Zdobyła wówczas dwa złote medale w rywalizacji strefy Pacyfiku. Wystąpiła również na MŚ 2004, zagrała tam w aż 8 meczach a Japonki zostały sklasyfikowane na 7. miejscu. W 2005 Mari objęła pozycję drugiej. Rok później wystąpiła na Zimowych Igrzyskach Olimpijskich, reprezentacja Japonii z bilansem 4-5 uplasowała się na 7. pozycji.
W następnym sezonie Mari jako trzecia uczestniczyła w Zimowej Uniwersjadzie. Zespół dowodzony przez Moe Meguro awansował do fazy play-off, Japonki przegrały półfinał 8:9 na rzecz Rosji (Ludmiła Priwiwkowa) zdołały jednak wywalczyć brąz pokonując 7:6 Szwedki (Stina Viktorsson). W Mistrzostwach Świata 2008 zespół z Aomori także spisywał się bardzo dobrze. W dolnym meczu play-off Japonki pokonały szwajcarską ekipę Mirjam Ott i miały szansę na finał. W meczu półfinałowym rywalkami były Kanadyjki, zespół Jennifer Jones zdołał przejąć 10. end doprowadzając do dogrywki, którą także przejął, spotkanie zakończyło się wynikiem 8:9. W meczu o brąz Szwajcarki zrewanżowały się i wynikiem 7:9 Motohashi zajęła 4. miejsce. Japonkom w przeszłości tylko raz udało się uzyskać tak dobry wynik w rozgrywkach tej rangi.
Drugi raz na Zimowe Igrzyska Olimpijskie wyjechała w 2010. Japonki z 3 wygranymi i 6 porażkami uplasowały się na 8. pozycji. Od 2011 jest kapitanem drużyny.

## Wielki Szlem
| Turniej                | 2006/2007 | 2007/2008 | 2008/2009 | 2009/2010 | 2014/2015 |
| ---------------------- | --------- | --------- | --------- | --------- | --------- |
| Autumn Gold            | x         | x         | x         | x         | x         |
| Manitoba Lotteries     | A         | A         | A         | A         | A*        |
| Colonial Square        | A*        | A*        | A*        | A*        | A         |
| Masters                | A*        | A*        | A*        | A*        | A         |
| Canadian Open          | —         | —         | —         | —         |           |
| Players’ Championships | A         | A         | A         | A         |           |

| —  | = turniej nie odbył się                     |
| A  | = nie uczestniczyła                         |
| x  | = nie zakwalifikowała się do fazy finałowej |
| QF | = ćwierćfinał                               |
| SF | = półfinał                                  |
| F  | = finał                                     |
| W  | = zwycięstwo                                |

### Nierozgrywane
| Turniej               | 2006/2007 | 2007/2008 | 2008/2009 |
| --------------------- | --------- | --------- | --------- |
| Wayden Transportation | A         | A         | A         |
| Sobeys Slam           | —         | A         | A         |

## Drużyna
|           | Czwarta        | Trzecia         | Druga            | Otwierająca     |
| --------- | -------------- | --------------- | ---------------- | --------------- |
| 2014/2015 | Mari Motohashi | Chinami Yoshida | Yumi Suzuki      | Yurika Yoshida  |
| 2013/2014 | Mari Motohashi | Yurika Yoshida  | Yumi Suzuki      | Megumi Mabuchi  |
| 2012/2013 | Mari Motohashi | Yurika Yoshida  | Megumi Mabuchi   | Yumi Suzuki     |
| 2011/2012 | Mari Motohashi | Megumi Mabuchi  | Yumi Suzuki      | Akane Eda       |
| 2009/2010 | Moe Meguro     | Anna Ōmiya      | Mari Motohashi   | Kotomi Ishizaki |
| 2007/2009 | Moe Meguro     | Mari Motohashi  | Mayo Yamaura     | Kotomi Ishizaki |
| 2006/2007 | Moe Meguro     | Mari Motohashi  | Sakurako Terada  | Mayo Yamaura    |
| 2005/2006 | Ayumi Onodera  | Yumie Hayashi   | Mari Motohashi   | Moe Meguro      |
| 2004/2005 | Yumie Hayashi  | Ayumi Onodera   | Mari Motohashi   | Sakurako Terada |
| 2001/2002 | Mari Motohashi | Naoko Yamazaki  | Megumi Kobayashi | Mina Sasaki     |